# マダラアシゾウムシ
マダラアシゾウムシ Ectatorhinus adamsii Pascoe は、ゾウムシの1種。全身に瘤状の突起と毛が多い。

## 特徴
体長は口吻を除くと15mm内外。体の地色は黒であるが、全体に黄褐色、灰黄色、灰白色等の鱗毛が斑紋を作るように密生しているので黒くは見えない。頭部は短くて半球状になっており、頭頂の中央に白くなっている部分がある。口吻は長くて、前方に向かって細くなっているが、普段は前胸の腹部にある溝に格納されている。その基部近くには5本の縦に走る隆起線があり、その部分に鱗毛が生える。前胸背は非常に粗大な点刻が一面にあって凹凸が激しく、その中で中央には一本の縦向きの隆起線が走る。前翅には粗大な点刻の列が十条あり、その列の間の室はとても幅が狭くてその第2間室に3個、第4間室に3個、第6間室に1個、それに肩の部分に1個の顕著な瘤条の隆起がある。歩脚には黄褐色と灰褐色の輪紋があり、各歩脚の腿節は末端部が棍棒状に太くなっており、その内側には1つの歯状突起がある。

## 生態など
ウルシの新芽を食害すると言われる。5-10月に平地から山地まで出現し、広葉樹林でアラカシやヌルデに見られる普通種である。樹液や燈火にもやってくる。

## 分布
日本では本州、四国、九州、対馬に分布し、国外では朝鮮半島から知られる。

## 利害
ウルシに害をなすと言うことで害虫であるが、被害は軽微である。